# Грделица (село)
Грделица је насељено место града Лесковца у Јабланичком округу. Према попису из 2022. био је 871 становник.
Овде се налази Железничка станица Грделица.

## Историја
Грделица је одувек било стратешки важном месту, око којег су се многе битке водиле током 19. и 20. века. Сударали су се војни и дипломатски интереси великих сила. Србија је на крају дефинитивно успоставила своју власт након Првог светског рата.
Постојала је у Грделици од 1898. године Подружница Српског Пољопривредног друштва, чије је седиште било у Београду. Село се налазило неколико километара од "Српског Манчестера" тј. Лесковца. Ту је поред друмског, био развијен и жељезнички саобраћај. Радило се годинама на јачању привреде у том крају. Почетком 20. века постојала је ту мануфактура за израду ужади (гајтана). Њу су 1903. године покренули удружени Лексковчани са почетким капиталом од 15.000 динара. Ту се прво производило: гајтан, шијак и сукно. Када крај буде дефинитивно ослобођен од Турака, доживеће ће процват. У међуратном периоду од села постаје лепа варошица са развијеном индустријом. Ту је радио погон за прераду вуне, под називом "Фабрика штофа Јовановић, Поповић и комп." (помиње се и 1913). Та импозантна фабрика чији је капитал нарастао на више милиона динара, је радила даноноћно, унајмивши 700 текстилних радника.
Грделица вековима није имала православни храм, а акција градње прве богомоље отегла се преко 60 година. Најближа црква била је далеко седам километара. Индустријалац Јовановић је својим иметком подигао велику цркву у византијском стилу, и поклонио Грделици. Пројектант храма био је арх. Момир Коруновић, а фреске је радио академски сликар Дики. Градња је коштала милион динара а иконостас од ораховог дрвета у дуборезу, рад мајстора Нестора из Галичника - 200.000 динара. У месту је 7. јула 1935. године освећен темељ православне задужбене цркве посвећене Св. Јовану, ктитора фабриканта Јована Л. Јовановића. После три године рада завршена је иста у лето 1937. године. У порти је задужбинар подигао и парохијски дом, у маниру манастирских конака. На звонику комплетно опскрбљене цркве су забрујала три нова црквена звона, током освећења о Ивандану.
Помиње се у школском извештају из 1878. године мушка школа у месту. Била је у једној малој собици у оквиру механе на Дервену, коју су Турци уништили. Учитељ је био из Ораовице (појао је у лесковачкој цркви) а имао је 40 ђака. Школу су издражавала годишњим прилогом сва места (пет) која су слала децу. У основној школи су 1898. године радиле две учитељице. Тзв. Продужна школа у Грделици је отворена јануара 1910. године. Предавач Цветко Љубеновић је показао врло-добар успех учећи 14 ђака. Поред редовне одржавана је недељна и празнична школа за децу старијег узраста. Народна основна школа у Грделици је 1939. године имала пет одељења, а припадала су јој и истурена одељења у околини: по два у Палојцу и Сељаници.

## Демографија
У насељу Грделица (село) живи 933 пунолетна становника, а просечна старост становништва износи 41,2 година (39,0 код мушкараца и 43,6 код жена). У насељу има 369 домаћинстава, а просечан број чланова по домаћинству је 3,18.
Ово насеље је великим делом насељено Србима (према попису из 2002. године), а у последња три пописа, примећен је пад у броју становника.
|             | \| Демографија[8] \| Демографија[8] \| Демографија[8] \| \| Година \| Становника \| Становника \| \| -------------- \| -------------- \| -------------- \| \| 1948. \| 1.000 \| \| \| 1953. \| 978 \| \| \| 1961. \| 1.137 \| \| \| 1971. \| 1.255 \| \| \| 1981. \| 1.305 \| \| \| 1991. \| 1.228 \| 1.188 \| \| 2002. \| 1.172 \| 1.234 \| \| 2011. \| 1.058 \| \| \| 2022. \| 871 \| \| |            |
| Демографија | |            |
| Година      | Становника | Становника |
| 1948.       | 1.000 |            |
| 1953.       | 978 |            |
| 1961.       | 1.137 |            |
| 1971.       | 1.255 |            |
| 1981.       | 1.305 |            |
| 1991.       | 1.228 | 1.188      |
| 2002.       | 1.172 | 1.234      |
| 2011.       | 1.058 |            |
| 2022.       | 871 |            |

| Етнички састав према попису из 2002.‍ | Етнички састав према попису из 2002.‍ | Етнички састав према попису из 2002.‍ | Етнички састав према попису из 2002.‍ | Етнички састав према попису из 2002.‍ |
| ------------------------------------ | ------------------------------------ | ------------------------------------ | ------------------------------------ | ------------------------------------ |
|                                      |                                      |                                      |                                      |                                      |
| Срби                                 | Срби                                 |                                      | 1.171                                | 99,91%                               |
| Мађари                               | Мађари                               |                                      | 1                                    | 0,08%                                |
| непознато                            | непознато                            |                                      | 0                                    | 0,0%                                 |

| Година пописа     | 1948. | 1953. | 1961. | 1971. | 1981. | 1991. | 2002. |
| ----------------- | ----- | ----- | ----- | ----- | ----- | ----- | ----- |
| Број домаћинстава | 201   | 192   | 275   | 328   | 350   | 350   | 369   |

| Број чланова      | 1  | 2  | 3  | 4  | 5  | 6  | 7 | 8 | 9 | 10 и више | Просек |
| ----------------- | -- | -- | -- | -- | -- | -- | - | - | - | --------- | ------ |
| Број домаћинстава | 68 | 98 | 54 | 61 | 43 | 33 | 9 | 2 | 0 | 1         | 3,18   |

| Пол    | Укупно | Неожењен/Неудата | Ожењен/Удата | Удовац/Удовица | Разведен/Разведена | Непознато |
| ------ | ------ | ---------------- | ------------ | -------------- | ------------------ | --------- |
| Мушки  | 495    | 141              | 316          | 30             | 7                  | 1         |
| Женски | 485    | 69               | 322          | 79             | 15                 | 0         |
| УКУПНО | 980    | 210              | 638          | 109            | 22                 | 1         |

| Пол    | Укупно                    | Пољопривреда, лов и шумарство | Рибарство                            | Вађење руде и камена | Прерађивачка индустрија       |
| ------ | ------------------------- | ----------------------------- | ------------------------------------ | -------------------- | ----------------------------- |
| Мушки  | 191                       | 8                             | 0                                    | 0                    | 76                            |
| Женски | 118                       | 3                             | 0                                    | 0                    | 51                            |
| УКУПНО | 309                       | 11                            | 0                                    | 0                    | 127                           |
| Пол    | Производња и снабдевање   | Грађевинарство                | Трговина                             | Хотели и ресторани   | Саобраћај, складиштење и везе |
| Мушки  | 4                         | 28                            | 10                                   | 9                    | 4                             |
| Женски | 1                         | 8                             | 12                                   | 3                    | 1                             |
| УКУПНО | 5                         | 36                            | 22                                   | 12                   | 5                             |
| Пол    | Финансијско посредовање   | Некретнине                    | Државна управа и одбрана             | Образовање           | Здравствени и социјални рад   |
| Мушки  | 0                         | 4                             | 8                                    | 11                   | 5                             |
| Женски | 0                         | 1                             | 1                                    | 15                   | 10                            |
| УКУПНО | 0                         | 5                             | 9                                    | 26                   | 15                            |
| Пол    | Остале услужне активности | Приватна домаћинства          | Екстериторијалне организације и тела | Непознато            | Непознато                     |
| Мушки  | 1                         | 0                             | 0                                    | 23                   | 23                            |
| Женски | 1                         | 0                             | 0                                    | 11                   | 11                            |
| УКУПНО | 2                         | 0                             | 0                                    | 34                   | 34                            |